# 倫敦商會
倫敦商會（英語：London Chamber of Commerce & Industry）簡稱LCCI於1881年7月25日於倫敦市長官邸被認證，當時有130間企業成員，推動商業間聯繫。倫敦商會現為國際工商業的重要機構，不單代表倫敦本土產業，亦特別提供國際專業資格認證。2023年9月起，其主管公司愛德思（Pearson）把LCCI的業務移轉給會計師暨簿記師公會（英語：The Institute of Accountants and Bookkeepers (IAB)）。

## 專業資格認證
LCCI提供超過80種資格認證，包括：金融、商業、英國語文、秘書等，遍佈120個國家及地區
LCCI每年提供3場考試，分別在四月、六月及十一月
於香港考試及評核局舉辦的LCCI考試（页面存档备份，存于）（页面存档备份，存于）包括:
- 會計
- 會計(IAS)
- 高級商業計算
- 廣告
- 簿記
- 簿記及會計
- 企業管理原則及實踐
- 商業計算
- 商業原則及實踐
- 成本會計
- 商業統計學
- 商用英語
- 管理會計
- 市場學
- 公共關係
- 銷售及營銷管理
- 文本生產

## 著名校友
- 甘烈明，新加坡商界巨头和投资家，航运组织Miclyn Holdings和房地产公司Grandline International的创始人。

## 外部連結
- LCCI Official Website （页面存档备份，存于）